# 장금이의 꿈
《장금이의 꿈》은 문화방송의 드라마 《대장금》을 원작으로 한 대한민국의 TV 애니메이션이다.

## 개요
2003년에서 2004년에 걸쳐 방영된 MBC 드라마 대장금의 인기를 바탕으로 만들어졌다. 전체적인 뼈대는 원작인 드라마 대장금의 주인공 장금의 생각시 시절을 바탕으로, 오리지널리티를 더하여, 드라마에 등장한 장금, 연생, 금영, 민정호 등을 비롯하여, 드라마에 등장하지 않는 오리지널 캐릭터를 추가해, 오리지널 스토리로 진행된다.

## 줄거리

### 1기
세상 모든 사람들이 맛있는 음식을 먹고 행복해지는게 꿈인 소녀 장금은 진정한 요리를 배우기 위해 한상궁의 추천으로 궁에 들어가 수라간 생각시가 된다. 우여곡절 끝에 시작된 궁 생활은 신기한 것 투성이. 곧 꿈이 이루어질 듯 마냥 신나고 금세 친구가 된 연생이와 창이, 그리고 천재소녀 금영이에 수라간 스승님 한상궁과 같이 지내게 된 것도 행운.
한편, 민정호와 사냥을 즐기던 중종은 자객의 위협을 받고 말에서 떨어져 쓰러진다. 민정호는 곧바로 자객을 뒤쫓는 사이, 마침 그 곳을 지나던 장금이와 동이가 중종을 구해 의원으로 모신다. 중종을 위협하던 자객의 얼굴을 본 탓에 장금이 역시 위협을 받게되고..
만만치 않은 승급 시험, 금영이와의 피할 수 없는 대결, 게다가 중종 시해음모에까지 휘말린다. 절대 평탄하지만은 않을 수라간 생활 속에서 성장해가는 장금이와 친구들의 이야기.

### 2기
궁의 새 안주인인 중전이 들어오며 수랏간도 덩달아 분주해진다. 최씨일가는 새 중전의 신임을 얻어, 수랏간 최고자리를 잡기위해 발 빠르게 행동에 들어간다.
한편, 장금이 일행 주변에서는 기묘한 사건들이 일어나고, 그리고 등장하는 새로운 오리지널 캐릭터 윤환의 등장.
그러는 와중에 장금이는 부원군의 병을 누설했다는 누명을 뒤집어쓰고 궁에 쫓겨날 위기에 처한다. 이에 한상궁은 장금이를 구하기 위해 목숨걸고 부원군의 병을 고칠 비법을 찾아나서겠다고 나서고, 장금이와 그 일행들의 여행이 시작된다.

## 등장인물
- 서장금 (徐長今, 성우: 정미숙)

본 작품의 주인공. 13세. 어렸을 때 일찍 부모님을 여의고 양부모인 강덕구 부부의 아래에서 자랐지만, 고아라고 생각되지 않을 만큼 기죽은 기색없이 항상 밝고 씩씩하다. 온 세상 사람들이 맛있는 음식을 먹고 행복해 하는 것이 꿈을 가지고 있으며, 한상궁의 추천으로 최고의 요리를 배우기 위해 수랏간에 들어가 생각시가 된다. 호기심 왕성하고 기특하고 총명한 성격이지만, 때론 무모하다고 생각할 정도로 적극적으로 행동이 나가는 경우도 많다. 힘든일은 자신의 힘으로 힘겹게 해쳐나간다.

- 이연생 (李連生, 성우: 박소라)

장금이의 단짝 친구. 13세. 창이와 함께 궁정의 수랏간에서 만나 장금이와 처음 만나 절친이 된다. 마음이 여리고 겁도 많아 툭하면 눈물을 보이는 울보지만, 장금이를 위해서라면 굳센 면도 보여주는 장금이를 항상 걱정해주는 마음씨 착한 소녀이다. 썰기,다지기, 채치기 등 부엌칼 다루기에는 일가견이 있다. '단이'라는 남생이(민물 거북이)를 키운다. (2기에서 자신을 구해준 윤환을 짝사랑하고 있다.)
- 이창이 (李昌伊, 성우: 이선주)

장금이의 단짝 친구. 13세. 연생이와 함께 궁정의 수랏간에서 장금이와 처음 만나 절친이 된다. 밝고 씩씩하며 구수한 전라도 사투리를 구사한다. 통통한 체형에 매우 뽀얀 피부를 가졌다. 상당한 먹보로 요리하면서 뭔가 하나씩은 꼭 주섬주섬 먹는다. 하지만 친구인 장금이를 위해서라면 먹는 것도 미룰 정도로 장금이를 항상 걱정해는 마음씨 착한 소녀이다.
- 최금영 (崔今英, 성우: 박선영)

장금이의 라이벌. 14세. 최상궁의 조카딸이며, 어릴 적부터 영재 교육을 받은 천재소녀. 한번 듣고 본 것은 잊지 않고 기억하는 총명함을 가졌다. 냉정하고 고요하며, 감정을 별로 겉으로 드러내지 않았지만, 처음으로 자신과 호각을 다툰 장금이에게 강한 경쟁의식이 싹튼다. 하지만 어디까지나 정정당당한 승부를 생각하며, 최씨일가의 계략에 딜레마에 빠지며 수랏간을 나오려할정도로 자존심도 강하다. 서로 경쟁하면서도 인정하고 존중해주며 성장해가는 좋은 라이벌이자 같이 고생해 온 만큼 누구보다도 장금이를 이해하는 착한 친구이다. 자신도 장금이처럼 스스로 일을 해결하고 싶어한다.
- 장수로 (성우: 김영선, 박선영(어린 시절))

궁의 내금위 군관. 쾌활한 성격이지만 조금 경박스러운데가 있다. 항상 장금이의 편이며, 장금이를 좋아한다. 민정호와는 소꿉친구로 민정호에게는 툴툴대긴 하지만 속으로는 누구보다도 걱정해주는 좋은 친구 사이다. 애니메이션 오리지널 캐릭터이다. 영로가 질척대는것을 싫어한다.
- 윤영로 (尹令路, 성우: 김서영)

수랏간 생각시. 14세. 금영이와 최상궁 곁에서 빌붙으며 장금이네를 방해하는 얄밉고 심술 궂은 성격의 소녀로 그래서 늘 연생이, 창이와 티격태격한다. 하지만 늘 붙어다니며 미운정 고운정 주는 사이에 친해지며 화해한다. 제주도 납치사건을 계기로 장수로를 좋아하고 있다. 창이와는 자주 싸운다.
- 한 상궁 (韓尙宮, 성우: 박선영)

수랏간의 상궁 중의 한 명으로, 장금이의 수랏간 스승님. 겉으로 내색하지 않지만 자애롭고, 때로는 엄격하게 대하기도 하며, 언제나 어머니처럼 따뜻한 눈길로 장금이를 이끌어주며 지켜보고 있다.
- 최 상궁 (崔尙宮, 성우: 윤성혜)

수랏간의 상궁 중의 한 명으로, 금영의 고모이자, 수랏간 스승님. 대대로 내려온 최고 상궁집안에서 자라 프라이드가 높고 오만하다. 그렇기에 가문의 명예를 위해서라면 수단과 방법을 가리지 않는다. 금영이를 편한 길만 가게 한다.
- 은 상궁 (성우: 박소라)

수랏간의 고위 상궁 중 한 명. 엄한 호랑이 같은 성격으로 수랏간 생각시들을 가르친다.
- 최고 상궁 (성우: 이선주)

수랏상을 맛보는 기미상궁. 상궁들 중에서 가장 나이가 많은 편이다.
- 중종 (성우: 최한)

총명하고 자상한 젊은 국왕으로 주위 신하들과 민정호를 신뢰하고 있다. 자신의 생명의 은인인 장금이를 민정호를 통해 겨우 찾아냈다. 장금이를 총애한다.
- 정현왕후 (성우: 최한)

중종의 어머니이자 대왕대비. 수랏간 생각시들의 요리에 관심이 많아서 승급 시험도 자주 참관하여 관람한다.
- 장경왕후 (성우: 윤소라)

폐비 신씨를 대신하여 중전에 올랐지만 한 상궁과 장금이를 자신의 마음에 들지 않는 상대로 여겼다. 그렇지만 자신의 아버지가 폐비 신씨와 같은 증세의 병에 걸리자 한 상궁과 장금이에게 여행을 떠나 병을 고칠 수 있는 방법을 찾도록 명령한다.
- 단경왕후 (성우: 한수림)

중종의 첫 번째 아내였지만 중종반정 이후에 연산군의 처남이었던 아버지 신수근이 반정을 반대했다는 이후로 폐위당했고 궁정에서 쫓겨나고 만다. 폐비가 된 이후에는 사저에 거주했으며 한 상궁과 장금이가 그에게 몰래 식재료를 가져다 주었다. 자신이 건강하다는 것을 중종에게 알리기 위해 장금이에게 치맛바위에 자신의 치마를 걸어둘 것을 명령하게 된다. 장경왕후의 아버지와 똑같은 병에 걸렸지만 장금이 덕에 살았다.
- 민정호 (閔政浩, 성우: 류승곤, 한수림(어린 시절))

국왕의 호위무사. 과묵하고 예의바르며, 뛰어난 무술 실력과 성실한 성격으로 수랏간 궁녀들에게 인기가 높다. 위험에 처한 장금이를 구한 후부터 장금이에게 연정을 품으며 지켜본다.
- 정 내시 (성우: 김영선)

중종을 옆에서 모시는 최고 내시. 장금이에게 칭찬을 마다하지 않는 인자한 할아버지 같은 사람이지만 중종을 암살하고 새로운 왕을 옹립하려는 반역자이기도 하다. 암살 집단을 고용하여 자신의 별장에서 중종을 암살하려 했지만 결국 실패하고 사로잡힌다.
- 윤환 (성우: 송준석)

수랏간의 생각시들에게 인기 많은 또 한명의 미소년. 애니메이션 오리지널 캐릭터이다. 왕실기마부대 겸사복 소속 군관으로서 폭주한 황소를 때려잡을 정도로 유연한 신체 조건을 갖고 있다.
- 해야 의녀,윤해야 (성우: 윤성혜)

궁의 내의원에서 종사하는 의녀. 궁의 여러 가지 사건을 조사하고 있다. 여러 가지 수수께끼가 많으며, 차분하고 신비스런 분위기를 풍기는 미인.윤환의 친누나이기도 하다. 애니메이션 오리지널 캐릭터이다. 예전에는 정내시의 암살자 노릇을 했다.
- 강동이 (성우: 이선주)

덕구 부부의 외아들로 장금이와는 친남매처럼 자라 사이가 좋다. 장금이를 좋아한다. 장수로의 부하인것을 자랑스러워 한다.
- 강덕구 & 강덕구의 아내 (성우: 최석필 & 김서영)

장금이를 친자식처럼 길러준 양부모이자 동이의 부모님이다. 주막을 하고 있으며, 익살스럽고 재밌는 한편, 정이 많고 따뜻하다. 장금이가 궁으로 갈때는 동이가 남아 있으니 장금이를 보냈지만 동이가 수로의 부하가 되어 군인이 돼면서 강덕구는 놀라했다.
- 최판술 (성우: 최한)

조선 최대의 상단인 한양상단의 주인. 최 상궁의 오라버니 되는 사람으로서 금영이를 이뻐한다. 돈을 벌기 위해서는 수단 방법을 가리지 않는 성격을 갖고 있다. 장금이 일행을 몰살시키려고 자객들을 보냈지만 실패했고 최 상궁과 금영이를 최고 상궁으로 만들려는 계획마저 탄로나면서 망하고 만다.
- 도둑 2인조

늘 임무에 실패한다.
- 민나인
- 몽몽이

강동이의 강아지. 영리하다.

## 제작진
- 기획: 최진섭, 김영애
- 원작: MBC 드라마 《대장금》
- 책임 프로듀서: 이은우(시즌1) / 이병덕(시즌2)
- 프로듀서: 김선태, 이은미
- 감독: 박병산(시즌1) / 민경조 방승진(시즌2)
- 감수: 가게야마 야스오(蔭山康生) / 민경조(시즌2)
- 시나리오: 오정은, 김은지, 김형주
- 캐릭터 디자인·총작화감독: 권윤희
- 색채설계: 김금주
- 음악감독: 원일(시즌1) / 임희선(시즌2)
- 음향감독: 김동형(더빙연출/시즌1) / 윤소라(녹음연출/시즌2)
- 미술감독: 봉하권
- 촬영감독: 김경태
- 제작: 장금이의 꿈 제작위원회 (MBC·손오공·형설앤)

## 주제가

### 1기

#### 여는 노래
- 꿈을 이루자 (1화~15화)

작곡: 임희선
작사: 원일
노래: 이정표
※방영분에는 칠공주의 코러스가 들어갔다.
- 장금이의 꿈 (16화~26화)

작곡: 박정현
작사: 방지연, 전덕호, 구태훈
노래: Ex

#### 닫는 노래
- 달빛소녀

작곡: 이승환, 황성제
작사: 이승환
노래: 이승환

### 2기

#### 여는 노래
- Korean Food

작곡: 임희선
작사·편곡: 신창렬(그림)
노래: 이자람

#### 닫는 노래
- 에헤라디야

작곡: 김성태
작사: 류광민
노래: 조민혜

## 방영 목록
| 화수    | 부제 (서브 타이틀)    | 극본     | 콘티     | 연출     | 작화감독      | 방송 일자        |
| ------- | --------------------- | -------- | -------- | -------- | ------------- | ---------------- |
| 제1화   | 장금이의 꿈           | 조규원   | 박병산   | 박병산   | 권윤희        | 2005년 10월 29일 |
| 제2화   | 생각시 선발시험       | 오정은   | 신기로   | 김성범   | 이현정        | 11월 5일         |
| 제3화   | 자연의 맛             | 김은지   | 윤영기   | 김성범   | 이종경        | 11월 12일        |
| 제4화   | 엄마의 밥상           | 김은지   | 신기로   | 김진구   | 이동식        | 11월 19일        |
| 제5화   | 승급시험              | 오정은   | 방승진   | 장효식   | 황일진        | 11월 26일        |
| 제6화   | 끝까지 않는 경합      | 오정은   | 김기두   | 김종학   | 장희규        | 12월 3일         |
| 제7화   | 단지할매를 찾아서     | 김은지   | 신기로   | 김기두   | 김기두        | 12월 10일        |
| 제8화   | 대륙주막 오누이주막   | 김은지   | 신기로   | 엄익현   | 이진욱        | 12월 17일        |
| 제8.5화 | (방학특집) 지난이야기 | (총집편) | (총집편) | (총집편) | (총집편)      | 12월 24일        |
| 제9화   | 단지할매의 비밀       | 김은지   | 마건장   | 장효식   | 황일진        | 12월 31일        |
| 제10화  | 단지할매의 첫과제     | 김형주   | 정수용   | 홍세팔   | 권희재        | 2006년 1월 7일   |
| 제11화  | 죽음의 동굴           | 김형주   | 최병희   | 김성범   | 장희규        | 1월 14일         |
| 제12화  | 자연의 선물           | 김형주   | 신기로   | 유지호   | 이종경        | 1월 21일         |
| 제13화  | 단지요리의 비법       | 김은지   | 류기현   | 이학빈   | 이현정        | 1월 28일         |
| 제14화  | 해적섬                | 김은지   | 정수용   | 김경관   | 이현정        | 2월 4일          |
| 제15화  | 다시 궁으로!          | 김은지   | 양진철   | 이학빈   | 이현정        | 2월 11일         |
| 제16화  | 귀신 대소동           | 김형주   | 신기로   | 김재홍   | 권은경        | 2월 18일         |
| 제17화  | 드러나는 음모         | 김형주   | 정수용   | 김유천   | 박현경 최순열 | 2월 25일         |
| 제18화  | 자객단의 최후         | 김형주   | 고승현   | 김진구   | 이호직        | 3월 4일          |
| 제19화  | 궁중미서              | 김은지   | 김동남   | 김진태   | 김창귀 이진욱 | 3월 11일         |
| 제20화  | 괴짜 요리사           | 김은지   | 신기로   | 홍세팔   | 이종경        | 3월 18일         |
| 제21화  | 산사나무              | 김형주   | 야나세   | 윤태욱   | 김창귀 권은경 | 3월 25일         |
| 제22화  | 메주 마을             | 김형주   | 고승현   | 오규열   | 김준오        | 4월 1일          |
| 제23화  | 보릿고개              | 김은지   | 신기로   | 김종학   | 김기남        | 4월 8일          |
| 제24화  | 달인을 찾아서         | 김은지   | 양진철   | 양진철   | 권은경        | 4월 15일         |
| 제25화  | 요리경연대회          | 김주영   | 신기로   | 김희갑   | 이현정        | 4월 22일         |
| 제26화  | 마지막 승부           | 김형주   | 양진철   | 김왕엽   | 이현정 박현경 | 4월 26일         |

| 화수   | 부제 (서브 타이틀)         | 극본   | 콘티   | 연출   | 작화감독      | 방송 일자       |
| ------ | -------------------------- | ------ | ------ | ------ | ------------- | --------------- |
| 제1화  | 꿈을 향해 달려라           | 오정은 | 신기로 | 박병산 | 이현정        | 2007년 3월 14일 |
| 제2화  | 치마바위                   | 김형주 | 박병산 | 이종경 | 김기남        | 3월 21일        |
| 제3화  | 선농제에서 생긴 일         | 오정은 | 야나세 | 김태형 | 이현정        | 3월 28일        |
| 제4화  | 빙수와 경단                | 오정은 | 구광웅 | 조준영 | 서금숙        | 4월 4일         |
| 제5화  | 빙고사건                   | 김형주 | 홍세팔 | 박대열 | 최현섭        | 4월 11일        |
| 제6화  | 명탐정 장금                | 김형주 | 신기로 | 박병산 | 김기두        | 4월 18일        |
| 제7화  | 단오제                     | 김형주 | 신기로 | 이종경 | 김기남        | 4월 25일        |
| 제8화  | 죽마고우                   | 김형주 | 박병산 | 박병산 | 이현정        | 5월 2일         |
| 제9화  | 애틋한 마음 시작 되는 사랑 | 오정은 | 구광웅 | 원태성 | 문주연 전종민 | 5월 9일         |
| 제10화 | 국화각시                   | 오정은 | 윤영기 | 김일   | 임효경        | 5월 16일        |
| 제11화 | 누명                       | 오정은 | 이케다 | 김종학 | 장희규        | 5월 23일        |
| 제12화 | 금강산 호랑이              | 김형주 | 홍세팔 | 조준영 | 서금숙        | 5월 30일        |
| 제13화 | 호랑이 마을                | 김형주 | 홍세팔 | 김일   | 임효경        | 6월 13일        |
| 제14화 | 붉은 글씨의 비밀           | 오정은 | 구광웅 | 이종경 | 이현정        | 6월 20일        |
| 제15화 | 사라진 장수로              | 오정은 | 신기로 | 박대열 | 최현섭        | 6월 27일        |
| 제16화 | 버들도령                   | 오정은 | 이케다 | 조준영 | 서금숙        | 7월 4일         |
| 제17화 | 소중한 사람에게            | 오정은 | 구광웅 | 박병산 | 이현정 박현경 | 7월 11일        |
| 제18화 | 일월신교                   | 김형주 | 윤영기 | 박병산 | 이현정        | 7월 18일        |
| 제19화 | 사원의 비밀                | 김형주 | 윤영기 | 이종경 | 김기남        | 7월 25일        |
| 제20화 | 죽음의 숲                  | 김형주 | 구광웅 | 이종경 | 유봉현        | 8월 1일         |
| 제21화 | 은빛비다의 소용돌이        | 김형주 | 신기로 | 김일   | 임효경        | 8월 8일         |
| 제22화 | 뜻밖의 만남                | 김형주 | 홍세팔 | 박병산 | 김기두        | 8월 22일        |
| 제23화 | 엄마의 혼적                | 김형주 | 양진철 | 이종경 | 김기남 임효경 | 8월 29일        |
| 제24화 | 마지막 기회                | 오정은 | 신기로 | 김일   | 유봉현        | 9월 5일         |
| 제25화 | 음모의 희생양              | 오정은 | 홍세팔 | 박병산 | 엄유정 신강이 | 9월 12일        |
| 제26화 | 첫눈 내린 날               | 김형주 | 신기로 | 방승진 | 권윤희 임효경 | 9월 19일        |

## 수상 경력
- 제33회(2006년) 한국방송대상 애니메이션부문 최우수작품상
- 2006년 11월 27일 대한민국 만화 · 애니메이션 캐릭터 대상 (주최 : 한국문화 콘텐츠 진흥원) 애니메이션 대상 (대통령 상) 수상
- 투니 초이스 (주최 : 투니버스) 최고의 국내 애니메이션 중 1 위

## 같이 보기
- 대장금 (드라마)